# 气象厅松代地震观测所

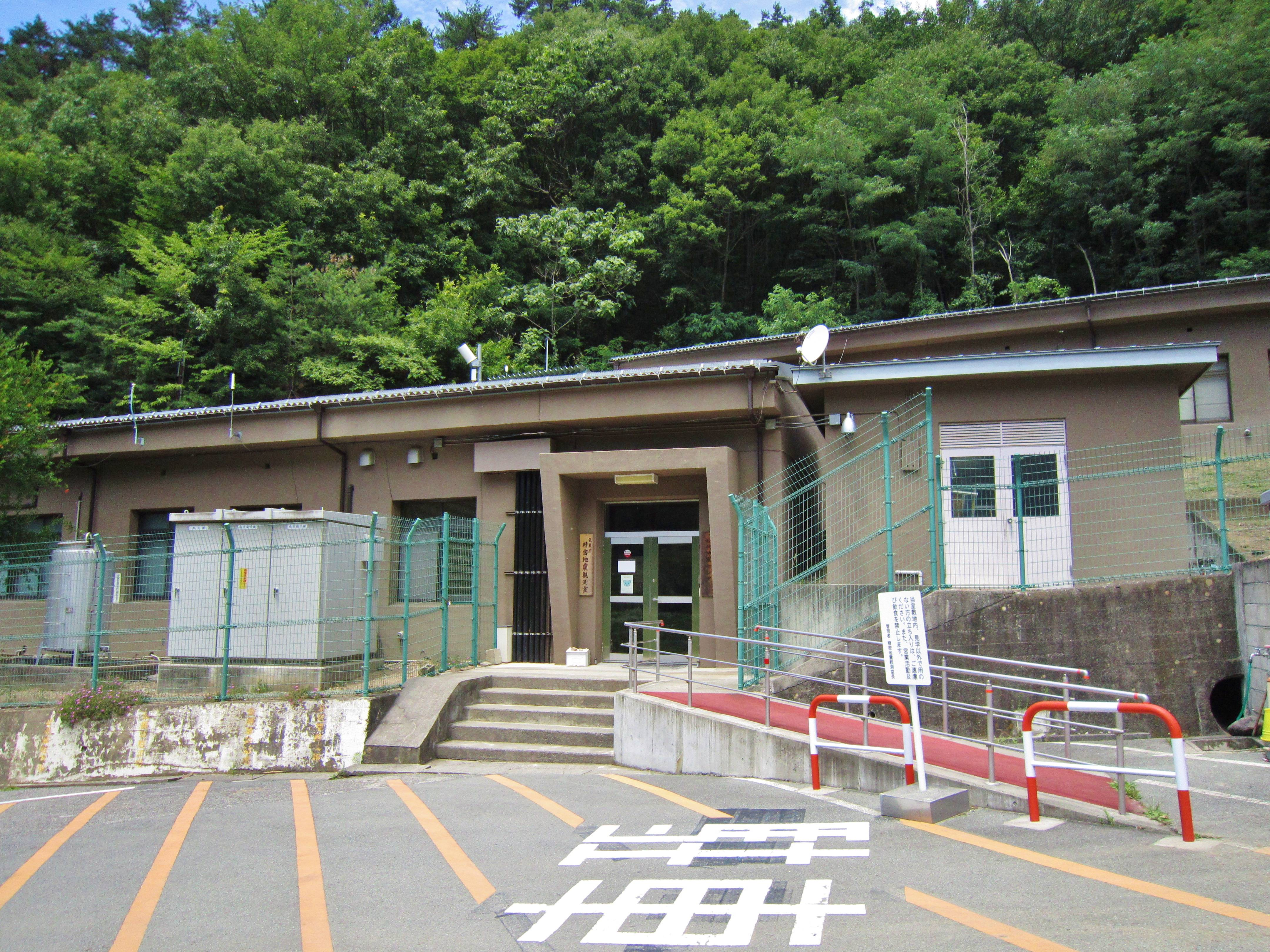
松代地震观測所2号厅舍

气象厅松代地震观测所（日语：、正式名称：气象厅地震火山部地震海啸監視課松代地震观測所）是位于日本长野县長野市松代町的地震观測所。利用舞鹤山（海拔510米）的南山山脚的松代大本营遗址，是日本最大级的地震观测设施。

## 概要
由于松代距离海岸较远，不会受波浪影响，亦很难受大都市生活震动的影响，所以适合高灵敏度地震仪的设置、运用。1947年中央气象台在松代设置分所，开始地震观测。主要的地震计设置在舞鹤山山顶下100米的松代大本营遗址的地下坑道内，为从1963年8月3日开始的松代群发地震采集了宝贵的数据，成为日本地震观測研究的中心组织。
另外，松代地震观测所内的松代地震中心虽然有任务上的关联，但它们并不是同一个组织。

## 沿革

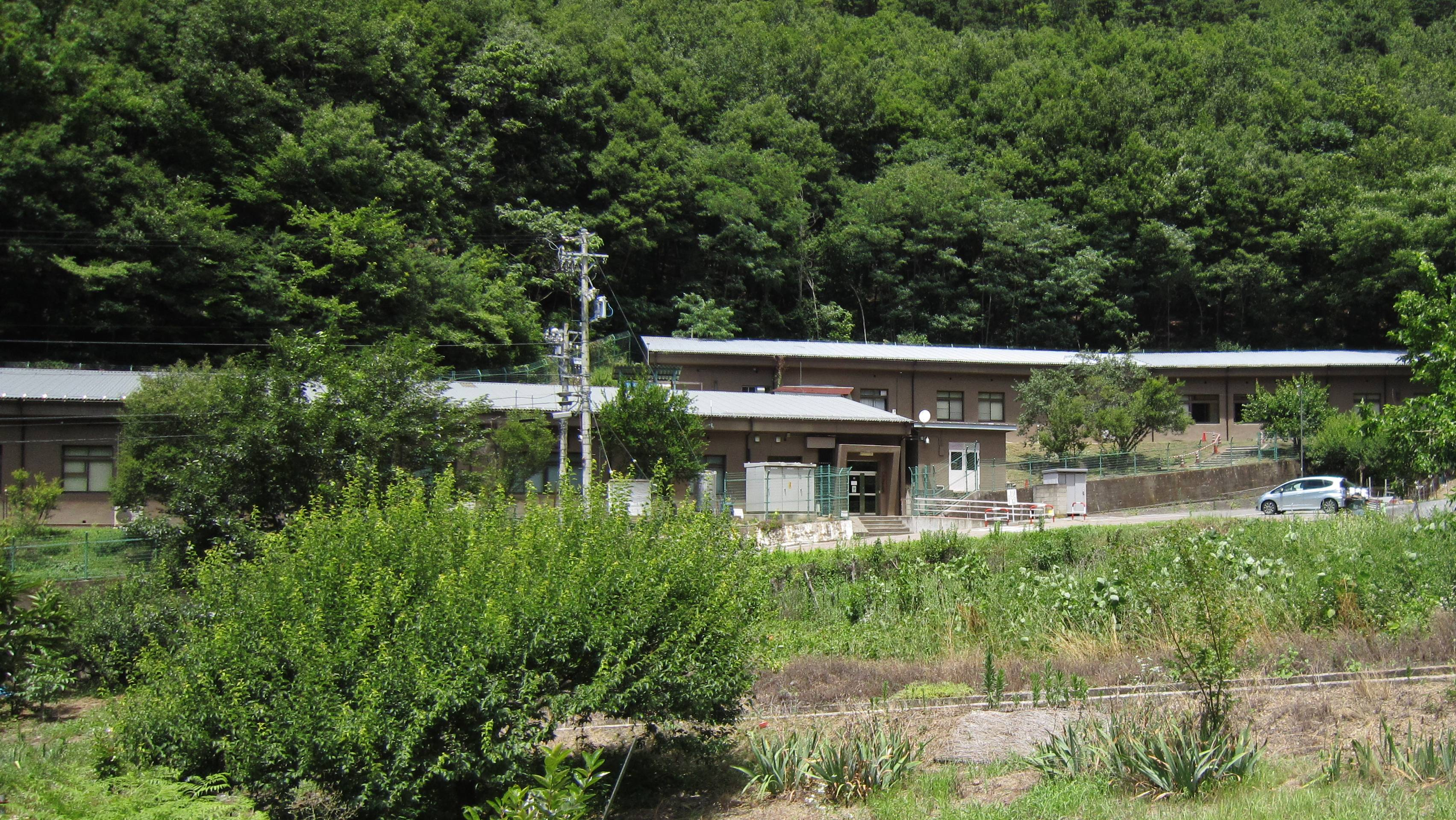
1号庁舎（右奥）・2号庁舎（左手前）

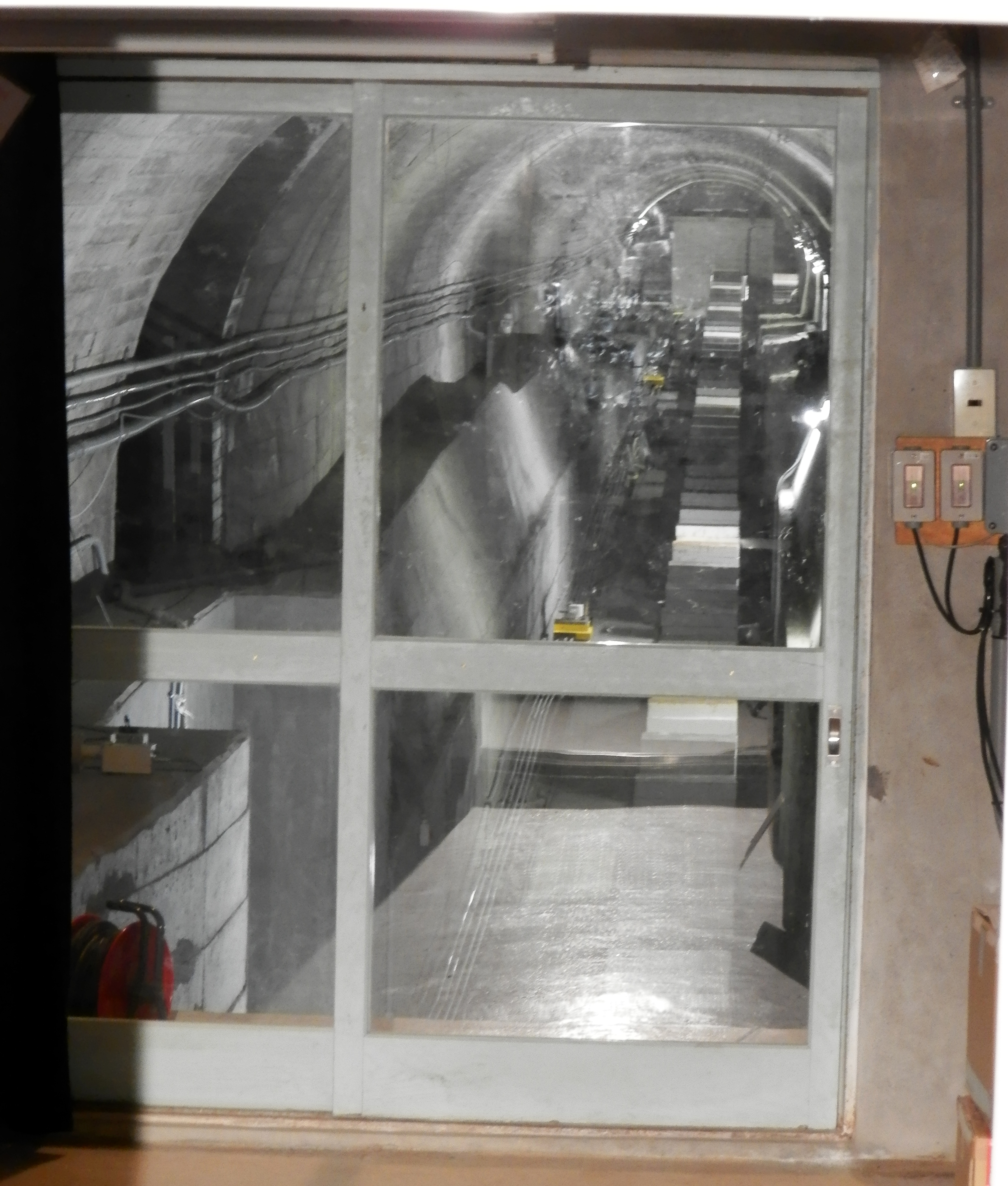
气象厅松代地震观测所小坑道内设置的石英管变形地震计

- 1944年11月11日，大本营的迁移工程开始（1945年8月15日由于日本投降，工程中止）。
- 1947年5月1日，在预定地的洞窟里设置了“中央气象台松代分室”
- 1948年2月13日，改称“中央气象台松代地震观測所”。
- 1949年5月7日，开始使用地震计进行观测。在此之后，又设置了各种地震计和倾斜计进行观测。
- 1949年6月1日，改称“地震观測所”。
- 1950年8月1日，长周期地震计开始观测（1966年4月11日观测结束）。
- 1951年4月1日，設置百葉箱。气象观測開始。
- 1953年9月3日，石英玻璃管伸缩计观测开始。
- 1965年
  - 8月3日 应变地震计观测开始。
  - 8月3日 松代群发地震开始。
- 1967年2月8日，「松代地震中心」（相关部门，地震观测所长野县级协商体）設立。
- 1983年4月1日，群列地震观测系统运用开始。
- 1988年9月1日，STS - 1型超宽带地震计开始观测。
- 1992年4月1日，开始使用震度计进行烈度观测
- 1995年4月1日，改称“气象厅地震火山部地震海啸監視課精密地震观測室”。
- 1996年3月21日，震度计机能强化｡
  - 6月25日 开始使用STS-2型地震計进行观測。
- 1997年11月28日，群列地震观测系统中尾根观测点增设运用开始。
- 2001年10月3日，多点大口径阵列系统（SATELAA）开始试用于远地地震的震源计算。
- 2003年7月29日，开始使用LISS（Live Internet Seismic Server）进行地震震源通报。
- 2005年3月28日，西北太平洋海啸信息中心业务的支援开始。
- 2007年10月30日，群列地震观测系统传输装置更新。
- 2008年3月28日，设置“ボアホール型”宽带地震计。
- 2014年4月1日，改称“气象厅地震火山部地震海啸監視課松代地震观測所”
- 2016年4月1日 气象厅本厅移管原来由松代地震观测所进行的地震解析业务。[2]

## 組織
松代地震观测所的组织上的地位如下。
- 国土交通省
  - 气象厅
    - 地震火山部
      - 地震海啸監視課
        - 松代地震观測所
          - 所長
            - 技術专門官
              - 現業班

## 任務
- 中等规模以上的地震的精密观测和通报。
- 观测地壳变动。
- 地震观测设备的维护、试验及改良。
- 各種調査研究業務。
- 出版地震观测报告。
- 国際協力
  - 基于《全面禁止核试验条约》的共同观测

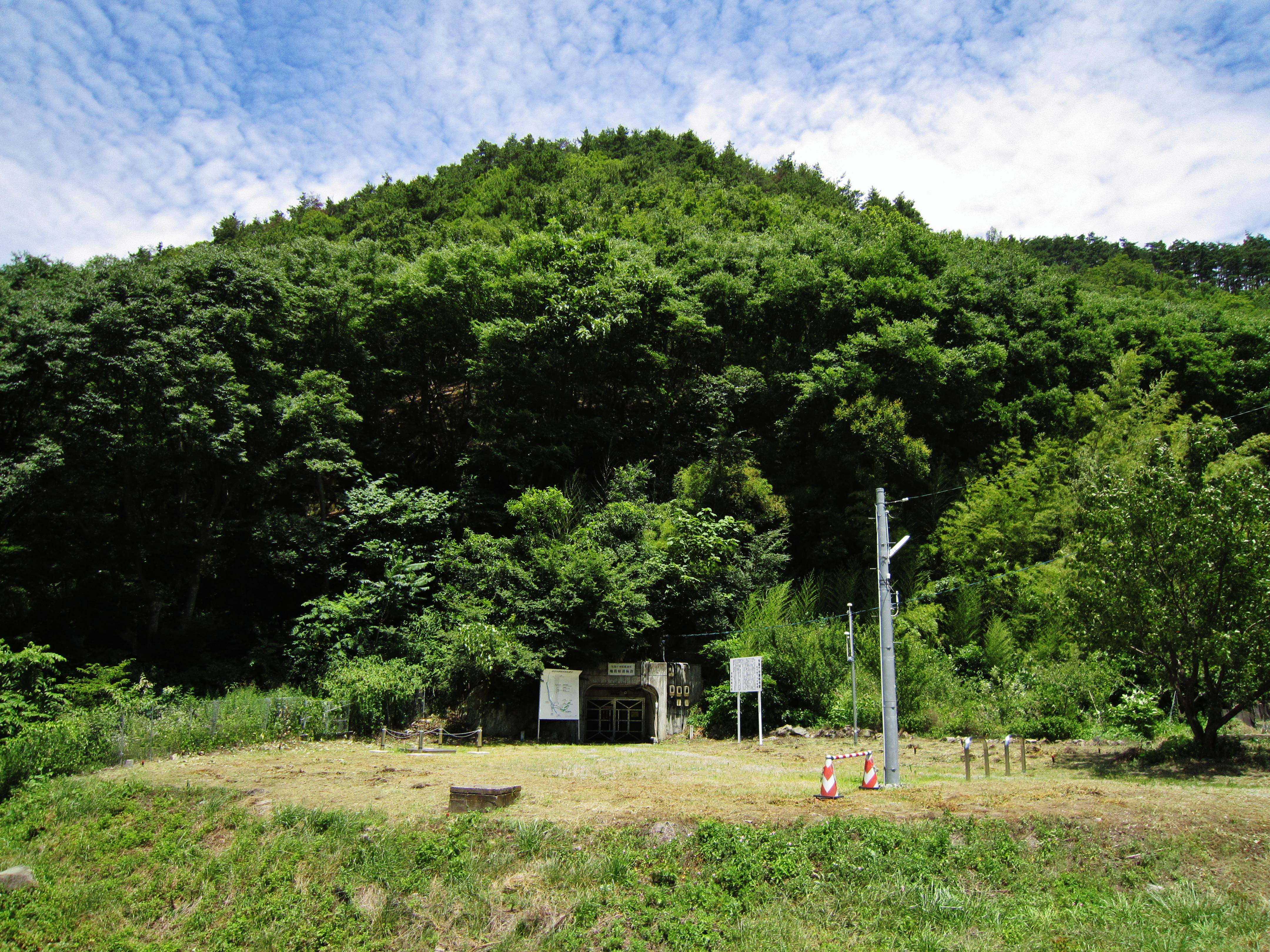
大坑道入口

  - IRIS(Incorporated Research Institution for Seismology) 的日本观測点。
- 向气象厅地震火山部、美国地质调查局报告地震观测情况。

### 国際協力
地下核试验的探测

全面禁止核试验条约（CTBT）基地下核试验的探测也在进行，这里的地震计观测到的数据传递到维也纳的数据中心（核爆炸导致的人工地震与自然现象波形不同）。另外，核试验的震动波到达日本时多为晚间，可以进行更高精度的观测。
LISS & BUD
与美国地质调查局（USGS）运营的 LISS（Live Internet Seismic Server）和IRIS 运营的 BUD （Buffer of Uniform Data）联通的数据经由互联网实时取得全世界的地震的震源和规模（别名：松代震级）以高精度决定，通知气象厅本厅。

## 主要观測機器
- 短周期地震計
- 短周期上下動地震計
- 長周期地震計
- 90型計測震度計

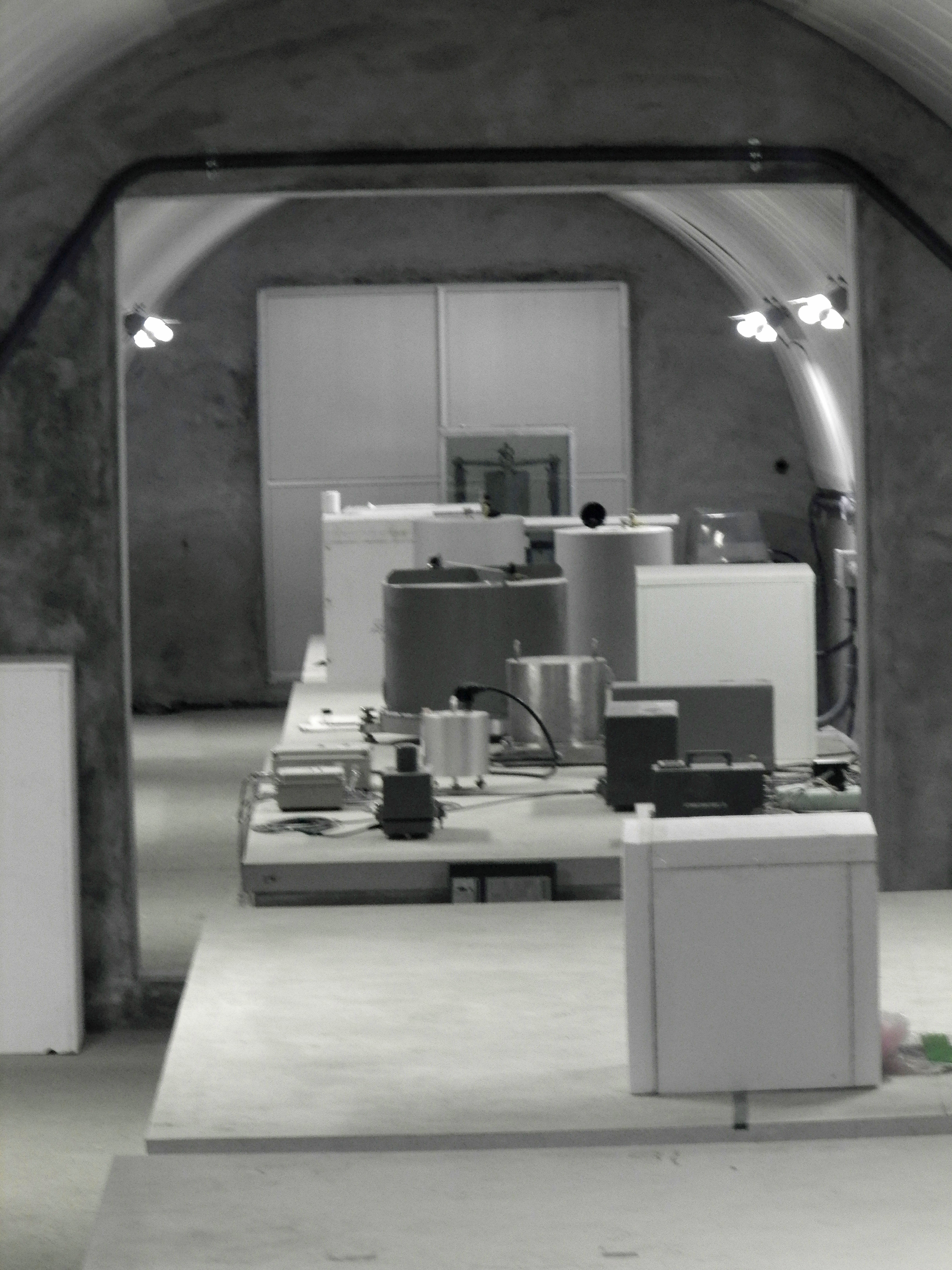
于大坑道設置的地震計 (STS-1,STS-2,etc)

- 群列地震观测系统（MSAS）- 直径10公里的一部分7个地点，以及中央的2个地点的共计9点的高精度的地震计，由计算机处理数据，从地震波的到达时间的差异等“测定震源的距离方向规模”等[8]。
- 石英管式水平倾斜计 2基（東西、南北） 各100m長。（由25个4米的石英管连接）
- 水管傾斜計
- 電磁式強震計（機械式強震計已经停止使用）
- STS-2型地震計
- “ボアホール式”宽带地震計 CMG-3TB[9]。設置深度为705m。
- 加速度計 CMG-5TB

## 资料馆的主要展示物
- Wiechert式地震計
- ガッチリン地震計
- 大森式地震計
- ミルン式地震計

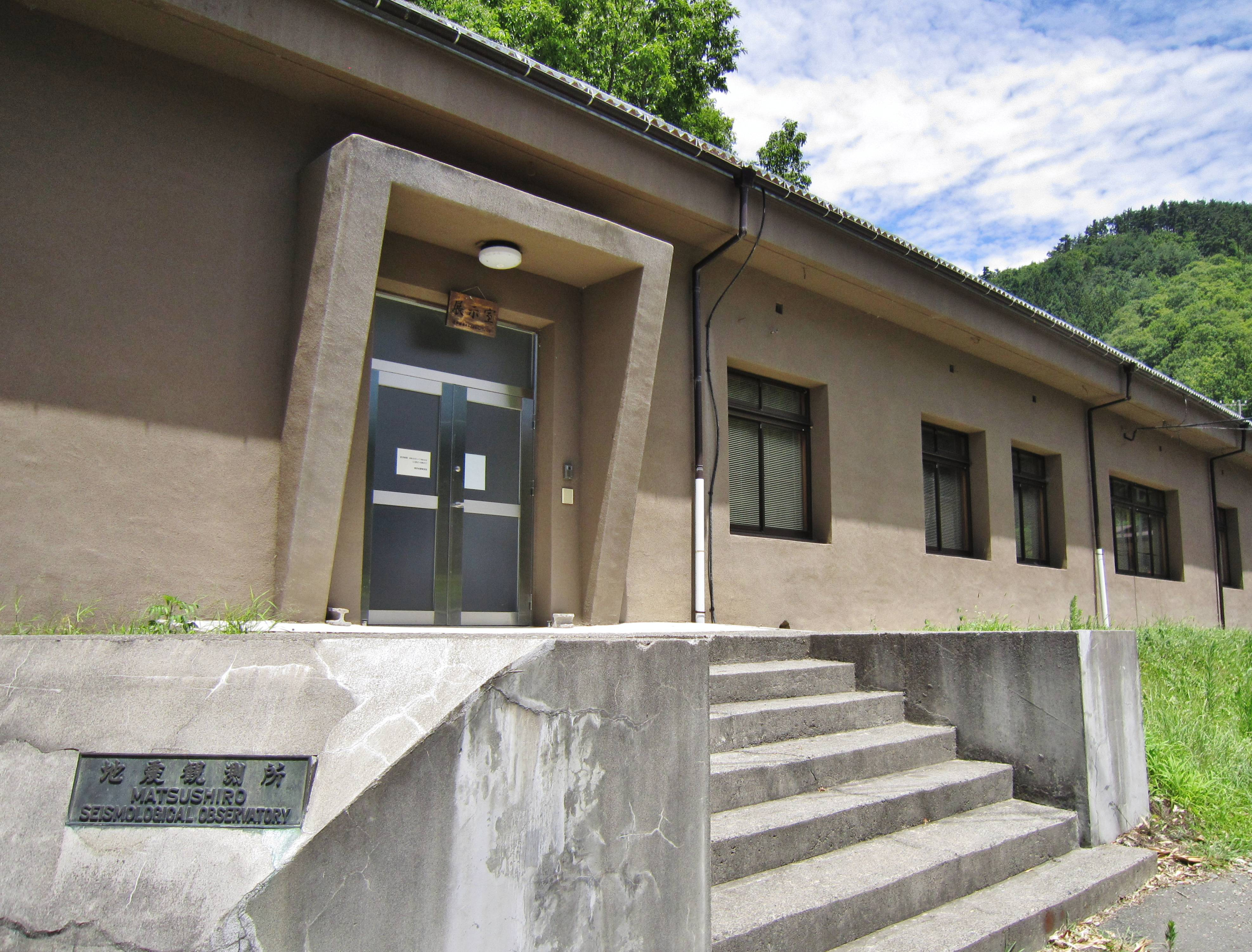
松代地震观測所3号厅舍（展示室）

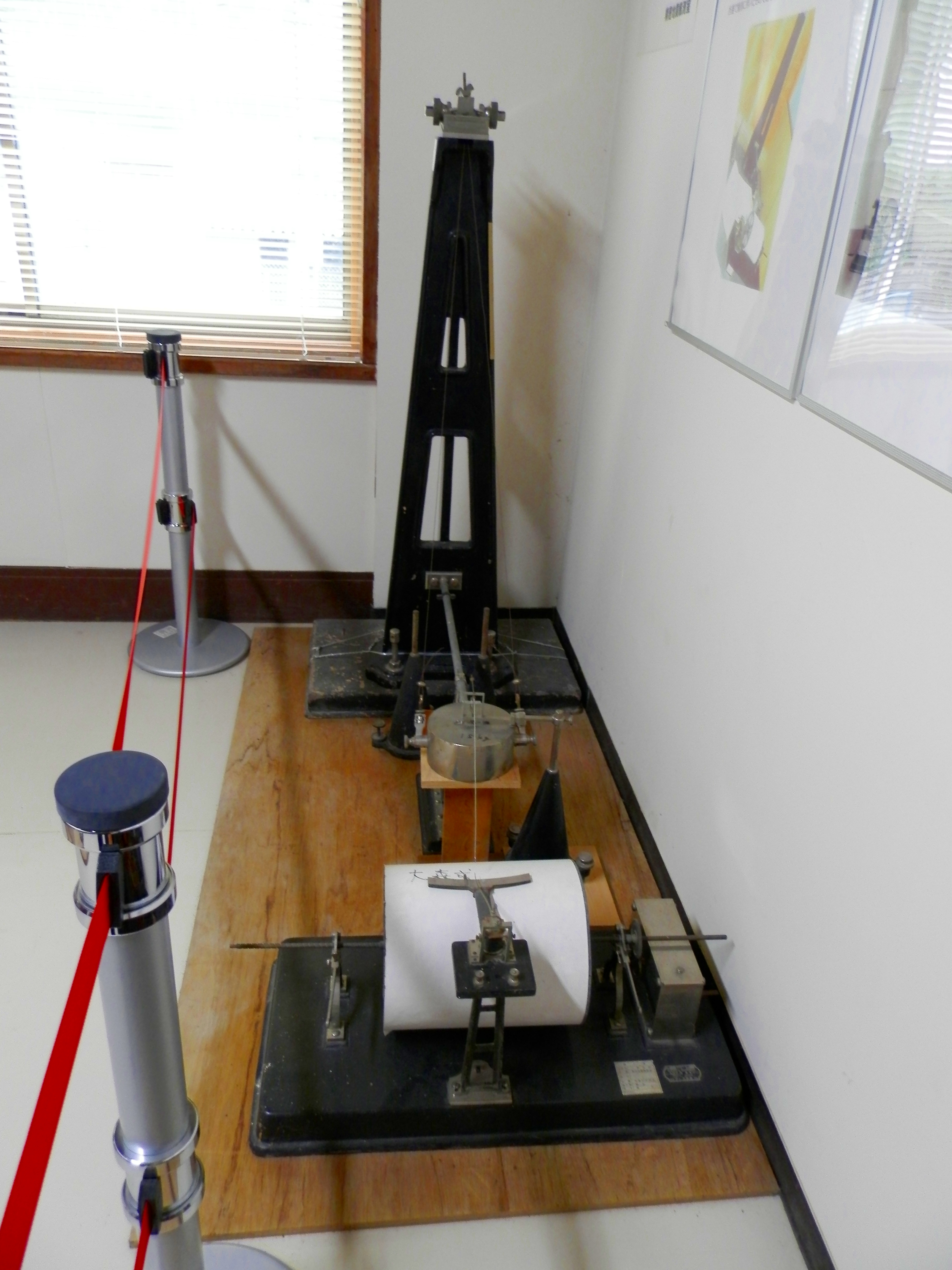
大森式地震計

- 世界標準地震計（USCGS）从1965年设置，直到20世纪80年代后半的STS地震仪设置为止才停止运用。
  - ベニオフ式短周期地震計 - 固有周期1秒
  - プレス・ユーイング式長周期地震計 - 固有周期15秒
- 石本式高倍率地震計（56型高倍率地震計）
- ウッド-アンダーソン式地震計
- 簡単地震計（1940年以前的主力機型）
- 普通地震計（1950年代的主力機型）
- 59型光学式電磁地震計
- 59型直視式電磁地震計、59B型（派生型）
- 61型直視式電磁地震計
- 67型電磁地震計

## 交通
去往所在地（長野县長野市松代町西条3511）的交通方法如下。
公共交通
从JR・长野电铁长野站坐巴士約40分，在「松代高校」站下車、徒歩約20分中。从JR篠之井站与信浓铁道・屋代車站到松代高校也有巴士运行到（到巴士站的所需时间是前者约30分钟，后者约25分钟）。
从长野站乘出租车约30分钟。或松代车站乘出租车约10分钟。

私家车
从上信越自動車道・長野IC开车約10分钟。

## 脚注
1. ↑  松代地震観測所「沿革 的存檔，存档日期2016-03-05.」より（2015年10月3日閲覧）。
2. ↑  松代地震观測所の地震解析業務の移管について 報道発表資料　気象庁 平成28年3月1日PDF(PDF)
3. ↑  松代地震観測所「組織 的存檔，存档日期2015-10-02.」より（2015年10月3日閲覧）。
4. ↑  地震波からみた自然地震と爆発の識別について 日本気象協会 平成22年9月9日PDF(PDF)
5. ↑  吉澤和範：北朝鮮核実験による地震波形記録 北海道大学地球物理学研究報告 (2008),71, p.39-48
6. ↑  松代地震観測所での地下核実験の観測能力について 的存檔，存档日期2016-03-05.気象庁地震観測所技術報告　第9号
7. ↑  遠地地震のモーメントマグニチュードをSTS２地震計を用いて即時推定するための経験式 地球惑星科学関連学会2002年合同大会 予稿集PDF(PDF)
8. ↑  群列地震観測システム 的存檔，存档日期2016-03-05.
9. ↑  ボアホール地震計の設置について 的存檔，存档日期2016-03-05. 気象庁精密地震観測室技術報告　第26号
10. ↑  松代地震観測所「交通案内 的存檔，存档日期2016-03-06.」より（2015年10月3日閲覧）。

## 关联項目
- 松代地震中心（日语：松代地震センター）